# ビー・ミラー
ビー・ミラー（Bea Miller、1999年2月7日 - ）は、アメリカの歌手、ソングライター、女優。
彼女は13歳の時にオーディション番組『The X Factor』（アメリカ版）のシーズン2に出演し、9位に入った。それを受けて、ハリウッド・レコードと契約した。
その後、彼女は2014年にデビューEP『Young Blood』を、2015年7月24日にデビュー・アルバム『Not an Apology』をリリースした。
ビー・ミラーは、NOTDのシングル曲「I Wanna Know」にリード・ボーカリストとして参加したほか、ジェレミー・ザッカーの「Comethru」にフィーチャリングされるなど、自身の楽曲制作以外にも様々なアーティストとのコラボレーション作品を世に届けている。2019年には、シングル曲「Feel Something」、6LACKと手がけた「it's not u it's me」、ジェシー・レイエズと手がけた「Feels Like Home」と、スネイクヒップスと手がけた「Never Gonna Like You」をリリースした。そして、2019年11月にOlliebear RecordsとCreate Music Groupと契約し、シングル「That Bitch」をリリースしている。
2020年10月にビー・ミラーはEP『Elated!』のリード曲として「wisdom teeth」をリリース。EP内には2019年リリースのヒット曲「Feel Something」のアレンジ・バージョンとして、ラッパーのアミーネをフィーチャリングした「Feel Something Different」を含む全7トラックが収録されている。

## ディスコグラフィ
- Not an Apology (2015年)
- Aurora (2018年)